# Yang Junxuan
Yang Junxuan (en chino: 杨浚瑄; Zibo, 26 de enero de 2002) es una deportista china que compite en natación, especialista en el estilo libre.
Participó en dos Juegos Olímpicos de Verano, obteniendo en total seis medallas, dos en Tokio 2020, oro en la prueba de 4 × 200 m libre y plata en 4 × 100 m estilos mixto, y cuatro en París 2024, plata en 4 × 100 m estilos mixto y bronce en 4 × 100 m libre, 4 × 200 m libre y 4 × 100 m estilos.
Ganó dos medallas en el Campeonato Mundial de Natación, en los años 2022 y 2023, y dos medallas en el Campeonato Mundial de Natación en Piscina Corta de 2018.

## Palmarés internacional
| Juegos Olímpicos                    | Juegos Olímpicos   | Juegos Olímpicos  | Juegos Olímpicos        |
| Año                                 | Lugar              | Medalla           | Prueba                  |
| ----------------------------------- | ------------------ | ----------------- | ----------------------- |
| 2020                                | Tokio (Japón)      | Medalla de oro    | 4 × 200 m libre         |
| 2020                                | Tokio (Japón)      | Medalla de plata  | 4 × 100 m estilos mixto |
| 2024                                | París (Francia)    | Medalla de plata  | 4 × 100 m estilos mixto |
| 2024                                | París (Francia)    | Medalla de bronce | 4 × 100 m libre         |
| 2024                                | París (Francia)    | Medalla de bronce | 4 × 200 m libre         |
| 2024                                | París (Francia)    | Medalla de bronce | 4 × 100 m estilos       |
| Campeonato Mundial                  |                    |                   |                         |
| Año                                 | Lugar              | Medalla           | Prueba                  |
| 2022                                | Budapest (Hungría) | Medalla de oro    | 200 m libre             |
| 2023                                | Fukuoka (Japón)    | Medalla de bronce | 4 × 100 m libre         |
| Campeonato Mundial en Piscina Corta |                    |                   |                         |
| Año                                 | Lugar              | Medalla           | Prueba                  |
| 2018                                | Hangzhou (China)   | Medalla de oro    | 4 × 200 m libre         |
| 2018                                | Hangzhou (China)   | Medalla de bronce | 4 × 100 m libre         |